# Бешајд (Хунсрик)
Бешајд (њем. Bescheid) општина је у њемачкој савезној држави Рајна-Палатинат. Једно је од 103 општинска средишта округа Трир-Сарбург. Према процјени из 2010. у општини је живјело 412 становника. Посједује регионалну шифру (AGS) 7235005.

## Географски и демографски подаци
Бешајд се налази у савезној држави Рајна-Палатинат у округу Трир-Сарбург. Општина се налази на надморској висини од 421 метра. Површина општине износи 7,6 km².

## Становништво
У самом мјесту је, према процјени из 2010. године, живјело 412 становника. Просјечна густина становништва износи 54 становника/km².